# MG ZR
MG ZR je automobil typu "hot hatch", sportovní verze vozu Rover 25 třídy supermini, jenž byl vyráběn koncernem MG Rover Group v továrně Longbridge ve městě Birminghamu od roku 2001 do roku 2005. V porovnání s Roverem 25 představil model ZR řadu sportovních úprav a vylepšení výkonu. Byl například vybaven tužším, sportovním podvozkem, sportovními pružinami a úpravami výfuku.

## Hodnocení a ohlasy
MG ZR byl jedním z nejpopulárnějších britských sportovních hatchbacků po celou dobu své produkce, a v roce 2004 byl nejlépe prodávaným modelem výrobce MG Rover a také nejlépe prodávaným modelem samotné značky MG v její historii. Modelů MG ZR se jen v samotné Británii prodalo desítky tisíc kusů. Oblíben byl zejména u mladých zákazníků pro svou nenáročnost, vzhled a cenu, ale také kvůli nízkému pojištění, slevám na dani apod. Vůz byl vyráběn do roku 2005. Zatímco recenzenti chválili převážně jeho ovladatelnost, některé další aspekty byly ovšem shledány jako nedostatečné.

## Motorizace a výkon

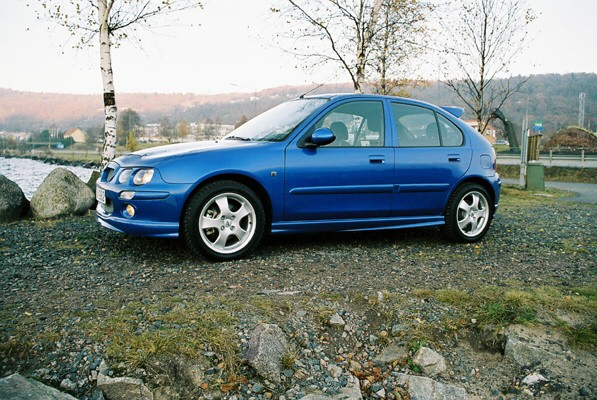
Pětidveřová verze MG ZR

Model ZR 105 přišel jako první v řadě s motorem 1,4 l typu K series. S výkonem 103 koní a točivým momentem 123 Nm udává vozu zrychlení z 0 na 100 km/h za 9,7 sekund a nejvyšší rychlost 179 km/h. Je vybaven vpředu kotoučovými brzdami o průměru 262 mm, vzadu jsou osazeny brzdy bubnové.
Model ZR 120 s motorem 1,8 l K series dosahuje výkonu 117 koní a točivého momentu 160 Nm. Vozu udává zrychlení z 0 na 100 km/h za 8,6 sekund a nejvyšší rychlost 192 km/h. I přes poměrně malé zvýšení výkonu byl vybaven pokročilejší brzdovou soustavou, kde vpředu zůstaly kotoučové brzdy o průměru 262 mm tentokrát s vylepšeným chlazením, ale bubny vzadu byly nahrazeny kotoučovými brzdami o průměru 239 mm pro udržení rovnováhy brzdění.

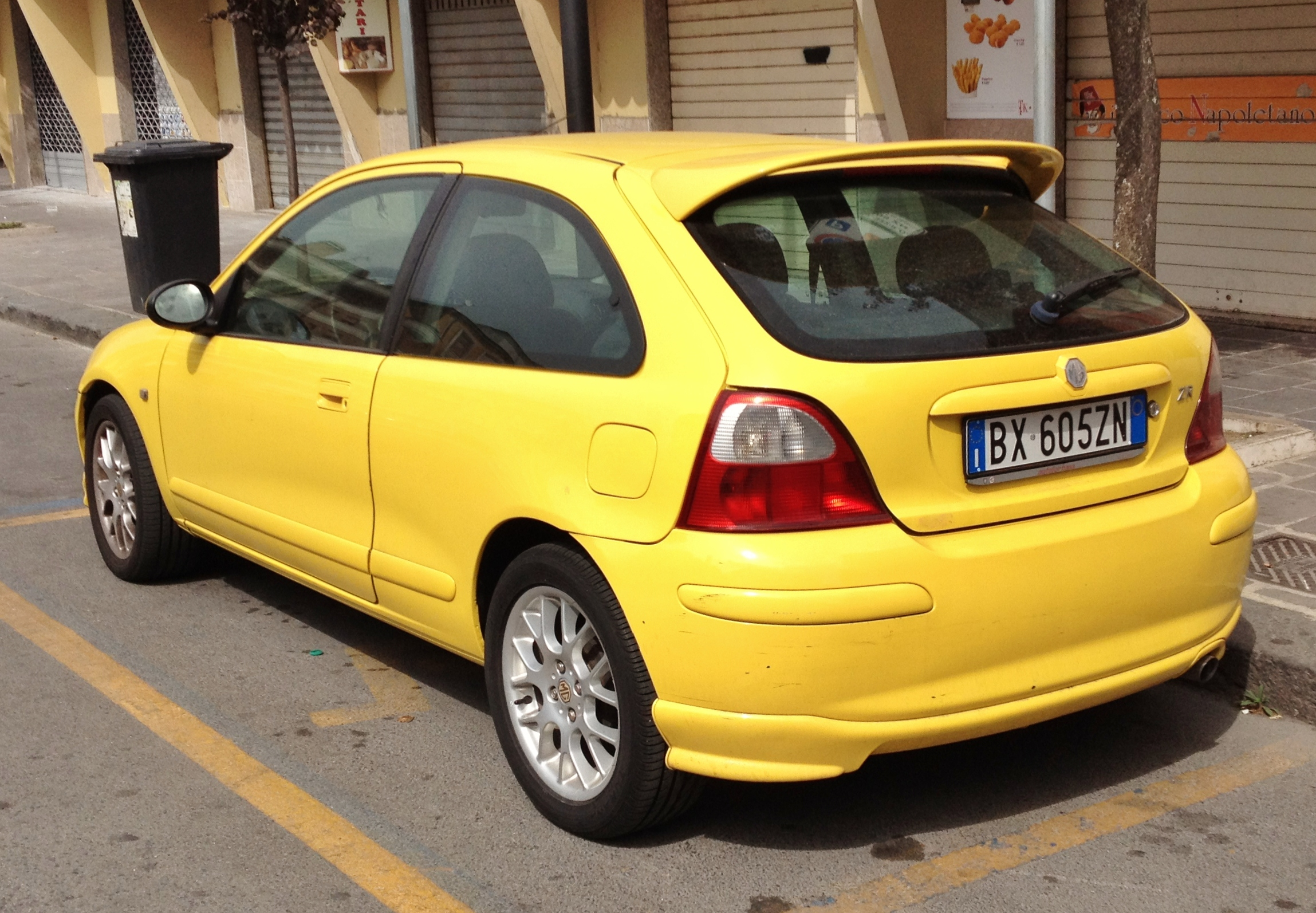
Třídveřové MG ZR

Nejvýkonnější model ZR 160 obsahuje agregát 1,8 l K series se systémem VVC, jenž dosahuje výkonu 160 koní a točivého momentu 174 Nm. Vůz s ním dosahuje zrychlení z 0 na 100 km/h za 7,4 sekund a nejvyšší rychlosti 211 km/h. To si vyžádalo nejpokročilejší brzdový set a to vpředu chlazené kotoučové brzdy o průměru 282 mm, a dokonce i větší zadní kotoučové brzdy s průměrem 260 mm. Oba typy známé pro své vynikající brzdné vlastnosti u tohoto vozu, který váží pouze 1145 kg.
Dále se vyráběly i varianty s dieselovým motorem. Jako první v nabídce se objevil ZR TD 100 vybaven 2,0 l motorem typu L-Series o výkonu 99 koní s točivým momentem 240 Nm. Motor dává vozu zrychlení z 0 na 100 km/h za 9,7 sekundy a nejvyšší rychlost 183 km/h.
Druhá varianta ZR s dieslovým motorem je TD 115, která má motor stejného obsahu i typu (2,0 l L-series), ale obsahuje některá vylepšení výkonu (například vylepšené ECU). Tento agregát o výkonu 111 koní s točivým momentem 260 Nm uděluje vozu zrychlení z 0 na 100 km/h za 9,1 sekundy a nejvyšší rychlost 187 km/h. Model ZR TD 115 sdílí brzdovou soustavu s modelem ZR 120, kdežto model ZR TD 100 je vybaven brzdovou soustavou modelu ZR 105.
Motory
| Benzínové motory | Benzínové motory   | Benzínové motory   | Benzínové motory        | Benzínové motory     | Benzínové motory   | Benzínové motory       | Benzínové motory             | Benzínové motory |
| Rok              | Model              | Motor              | Výkon                   | Kroutící moment      | Nejvyšší rychlost  | 0–100 km/h (0–62 mph)  | Spotřeba                     |                  |
| ---------------- | ------------------ | ------------------ | ----------------------- | -------------------- | ------------------ | ---------------------- | ---------------------------- | ---------------- |
| 2001–2005        | 1.4 105 Manual     | 1,396 cc – L4 – NA | 103 PS (76 kW; 102 hp)  | 123 N·m (91 lb·ft)   | 111 mph (179 km/h) | 10.0 s                 | 41,3 mpg-imp (6,84 L/100 km) |                  |
| 2001–2005        | 1.8 120 Manual     | 1,796 cc – L4 – NA | 117 PS (86 kW; 115 hp)  | 160 N·m (118 lbf·ft) | 119 mph (192 km/h) | 8.6 s                  | 29,8 mpg-imp (9,5 L/100 km)  |                  |
| 2001–2005        | 1.8 120 Steptronic | 1,796 cc – L4 – NA | 117 PS (86 kW; 115 hp)  | 160 N·m (118 lbf·ft) | 112 mph (180 km/h) | 9.5 s                  | 34,7 mpg-imp (8,1 L/100 km)  |                  |
| 2001–2005        | 1.8 160 VVC Manual | 1,796 cc – L4 – NA | 160 PS (118 kW; 158 hp) | 174 N·m (128 lb·ft)  | 131 mph (211 km/h) | 7.4 s                  | 37,6 mpg-imp (7,51 L/100 km) |                  |
| Dieselové motory |                    |                    |                         |                      |                    |                        |                              |                  |
| Rok              | Model              | Motor              | Výkon                   | Kroutící moment      | Nejvyšší rychlost  | 0–100 km/h (0–100 mph) | Spotřeba                     |                  |
| 2001–2005        | 2.0 TD Manual      | 1,994 cc – L4 – TC | 101 PS (74 kW; 100 hp)  | 240 N·m (177 lbf·ft) | 114 mph (183 km/h) | 9.7 s                  | 53,8 mpg-imp (5,25 L/100 km) |                  |
| 2001–2005        | 2.0 TD 115 Manual  | 1,994 cc – L4 – TC | 113 PS (83 kW; 111 hp)  | 260 N·m (192 lbf·ft) | 116 mph (187 km/h) | 9.1 s                  | 51,5 mpg-imp (5,49 L/100 km) |                  |

## MG Express a facelift

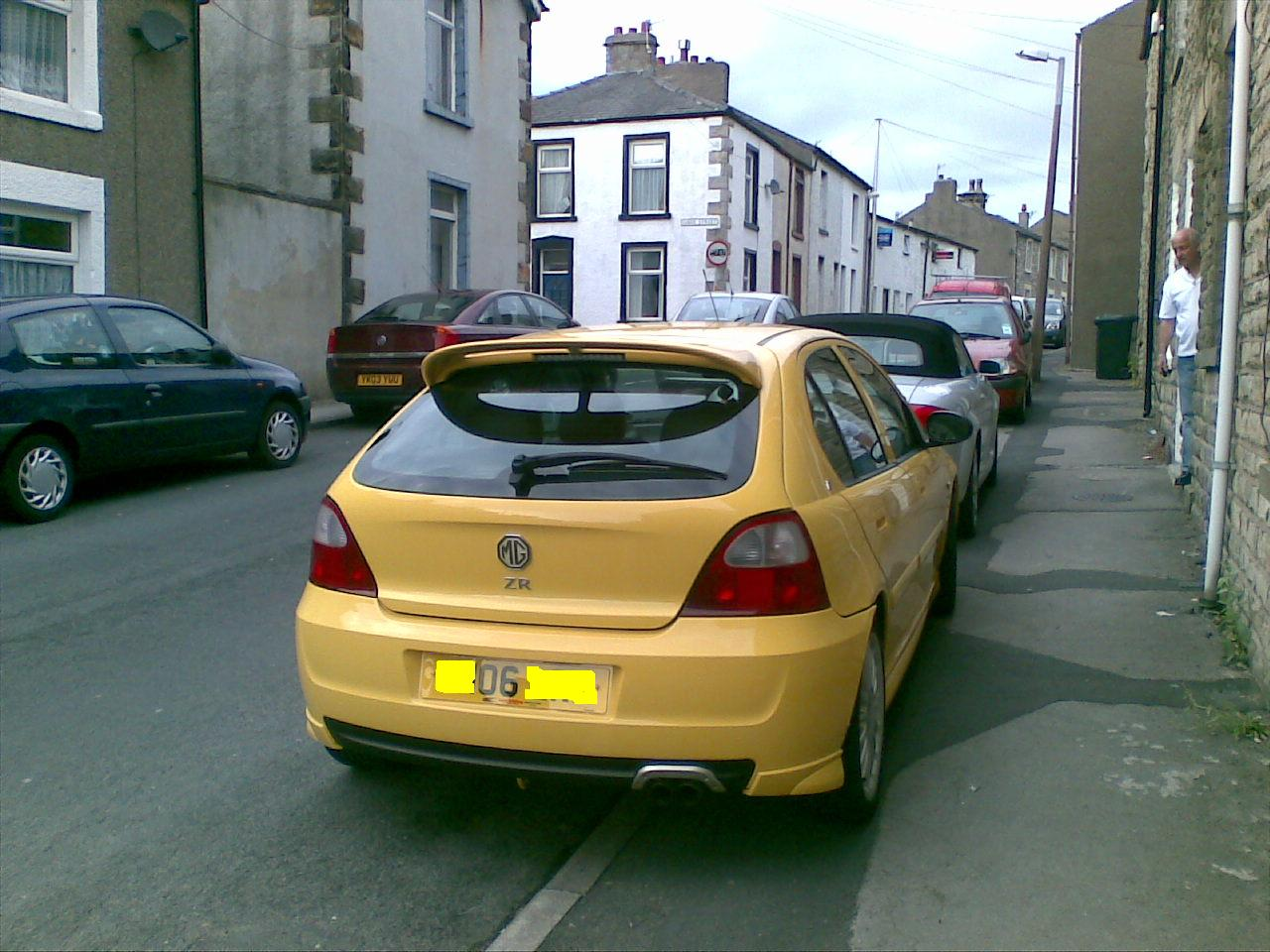
MG ZR TD po Faceliftu v roce 2004 zezadu

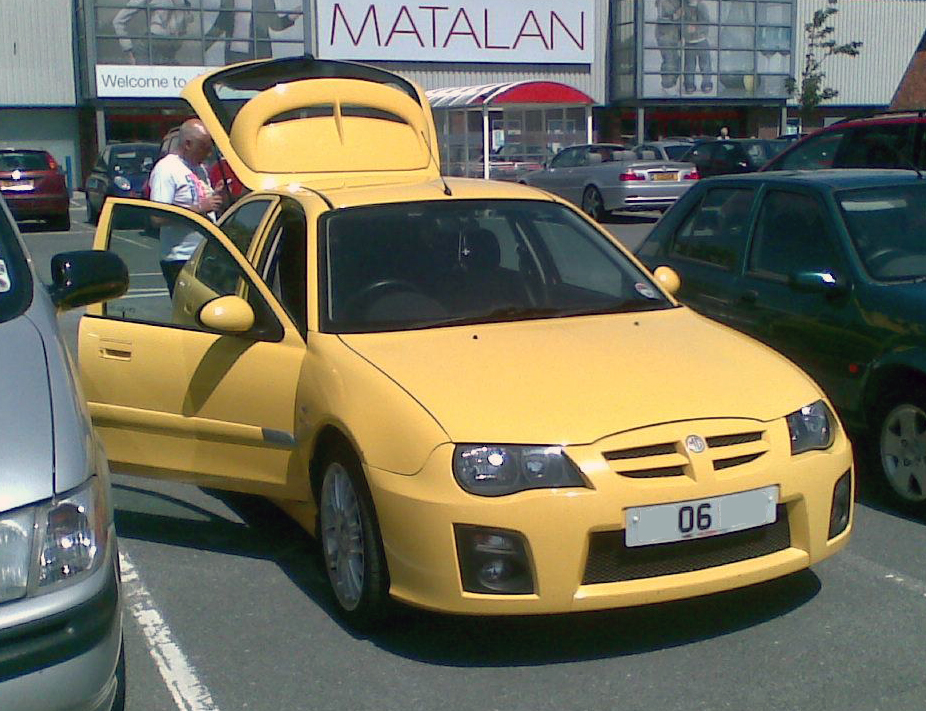
MG ZR TD po Faceliftu v roce 2004 zepředu

V roce 2004, prošla celá řada ZR faceliftem stejně jako většina vozů z portfolia MG Rover. Nový design byl vytvořen Peterem Stevensem, který navrhoval také vozy McLaren F1. Nový, modernější vzhled byl dosažen prostřednictvím nového předního a zadního nárazníku, světlomety, dveře zavazadlového prostoru a různých dalších exteriérových prvků. Model 2004 také obdržel přepracovaný interiér s novými bezpečnostními materiály a novou přístrojovou desku zahrnující používání dotykových tlačítek. Všechny tyto úpravy dodali vozům pocit modernosti a hranatější tvary exteriéru.
S faceliftem modelů ZR se zavedli také modely Trophy a Trophy SE. MG ZR Trophy obsahovalo navíc střešní okno, 16palcová litá kola "Grid-spoke", nová zadní světla, kožený volant a boční prahy i rozšířený zadní nárazník. Model Trophy SE byl vybaven již 17palcovými litými koly "Straights" a klimatizací umístěnou v místě střešního okna.
V rámci programu "Monogram" měli zákazníci možnost si vybrat i doplňkovou výbavu, která se standardně montovala například pouze do modelů Rover 25 a měli tak širokou škálu možností, jak přizpůsobit jejich ZR svým požadavkům (např. bylo možno objednat zadní parkovací senzory a vyhřívaná sedadla)

## Závodní verze
Několik vozů MG ZR závodilo v rallye a v národním šampionátu cestovních vozů.

### MG ZR S1600

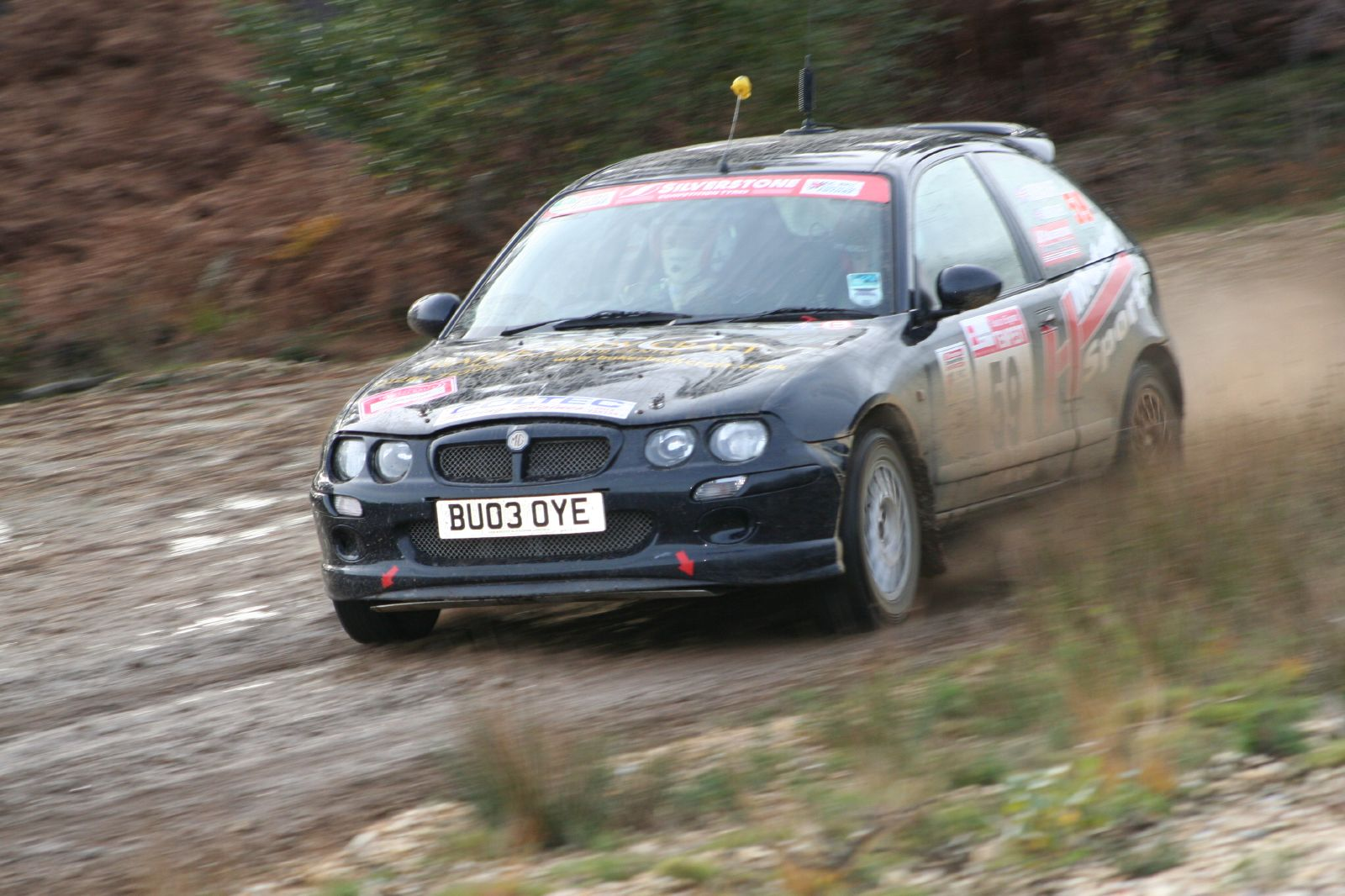
MG ZR S1600

Tato specifikace byla upravena pro závody v nové kategorii rallye S1600. Vedoucím projektu byl Peter Stevens, hlavním jezdcem Gwydaf Evans. První prototyp byl představen již v roce 2001. Původně se uvažovalo o stavbě dvoulitrového Kit Caru, ale nakonec byl postaven vůz pro novou kategorii S1600. Při vývoji vozu spolupracovaly firmy AER a GSE. Vůz byl vybaven jedním typem podvozku na všechny povrchy. První start se odehrál na Rallye Velké Británie 2001. V sezoně mistrovství světa v rallye 2003 ale vůz nedosahoval požadovaných výsledků a projekt byl ukončen. V roce 2004 startovala s vozem pouze Natalie Barattová, která v průběhu sezony změnila vůz.
Přesto i nadále některé vozy MG ZR soutěžili v různých podnicích rallye. Například v roce 2007 jezdec Luke Pinder na rallye Velké Británie ve třídě N1 hned po prvním dni vedl a tuto třídu s vozem vyhrál a to i přesto, že s vozem nikdy předtím nejel ani při testech.
K pohonu sloužil hliníkový motor o objemu 1588 cm³, který dosahoval výkonu 160 kW (215 koní) při 8450 ot./min a točivého momentu 186 Nm při 7800 ot./min. Vůz byl vybaven sekvenční šestistupňovou převodovkou, čtyřpístovými brzdami a vpředu byl vybaven vzpěrami typu McPherson, vzadu bylo použito nezávislé zavěšení. Hmotnost vozu byla 960 kg.

### MG ZR S2000
Tento závodní vůz byl postaven mezi prvními pro kategorii Super 2000. Jeho prvním startem byla Irská rallye 2007, kdy ho řídil Roy White. Dalším jeho startem byla Velšská rallye 2007. Vůz nakonec nikdy nebyl nasazen továrním týmem na mezinárodní úrovni.

### MG ZR na okruzích

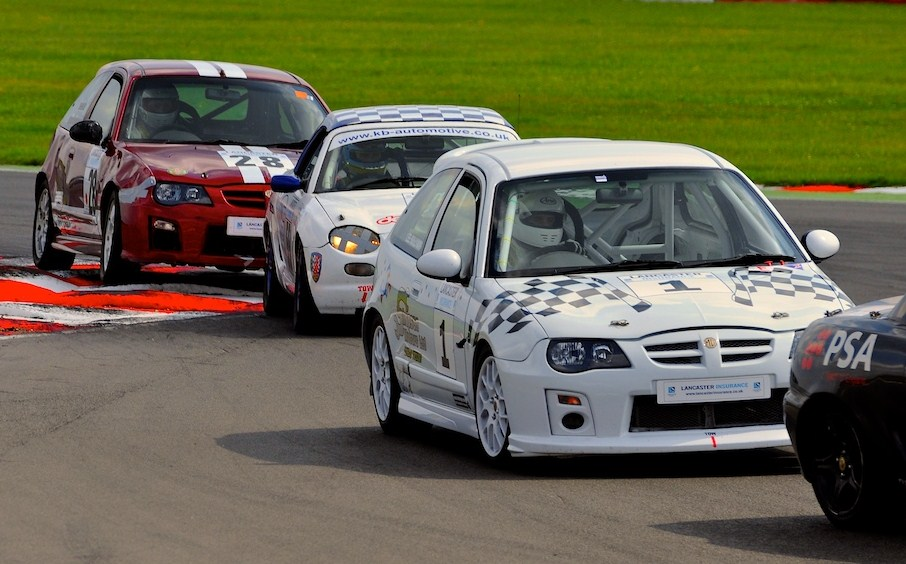
Faceliftované MG ZR v soutěži

MG Sport & Racing postavili dvě MG ZR 160 specifikací spadající do skupiny N pro soutěž National Saloon Car Championship v roce 2003. Po pouhých dvou závodech vozy týmu "Team Airconstruct" odstoupili zejména kvůli špatné elektroinstalaci a byly upraveny a vybaveny novým systémem suchého doplňování paliva a vstoupili do EERC Britcar Endurance Series pořádané Jamesem Tuckerem.
Jezdcem byl majitel vozidla John Hammersley a dospívající Andrew Dunlop. S vozem označeném # 34 však vstoupili do seriálu pozdě, kdy zbývalo už pouhých osm závodů. Avšak pozoruhodným výkonem ve zbytku sezony získala dvojice Hammersley / Dunlop maximální počet bodů a to ve třídě 4 série Britcar, když vyhráli sedm z osmi závodů a celkový titul jim jen o vlásek unikl. Nakonec dosáhli perfektního skóre, kdy ztráceli pouze dva body na Andyho Rousea z DTM Mercedes a Calluma Lockieho v BMW M3.
John Hammersley se synem Markem vyhráli tuto sérii v následujícím roce. Vůz byl do té doby upraven na specifikaci "pracovní" skupiny N + Spec s výkonem 190 koní. MG ZR nyní závodí v sérii MGCC ve dvou třídách, 160 a 190. Jedná se o závody pro fanoušky a uzavřenou společnost okolo fanklubů automobilů MG.

## Kolaps MG Rover Group
V dubnu 2005 se společnost MG Rover Group finančně zhroutila a šla do nucené správy. Čínská Shanghai Automotive Industry Corporation (SAIC) navrhla její převzetí. O tři měsíce později jedna z jejích divizí, Nanjing Automobile, nakonec koupil aktiva společnosti, ale když byla výroba vozů MG znovu zahájena v roce 2007, modely ZR a ZS již nebyly zahrnuty do výrobního programu. Celá řada byla v roce 2008 nahrazena novými modely MG 3 a MG 3SW a prodávaly se pouze na čínském trhu. V roce 2010, SAIC oznámila nový koncept modelu MG 3, který nahradil řadu ZR a vstoupil na trh v Číně na jaře roku 2011, ve Velké Británii roku 2013 a v Thajsku začátkem roku 2015. Byl osazen motory 1.3 VTi-Tech (92 hp, 6000 ot/min / 118 Nm, 5000 ot/min / max. rychlost 179 km/h) a 1.5 VTi-Tech (105 hp, 6000 ot/min / 137 Nm, 4500 ot/min / max. rychlost 183 km/h).